# دفتر ازدواج و طلاق

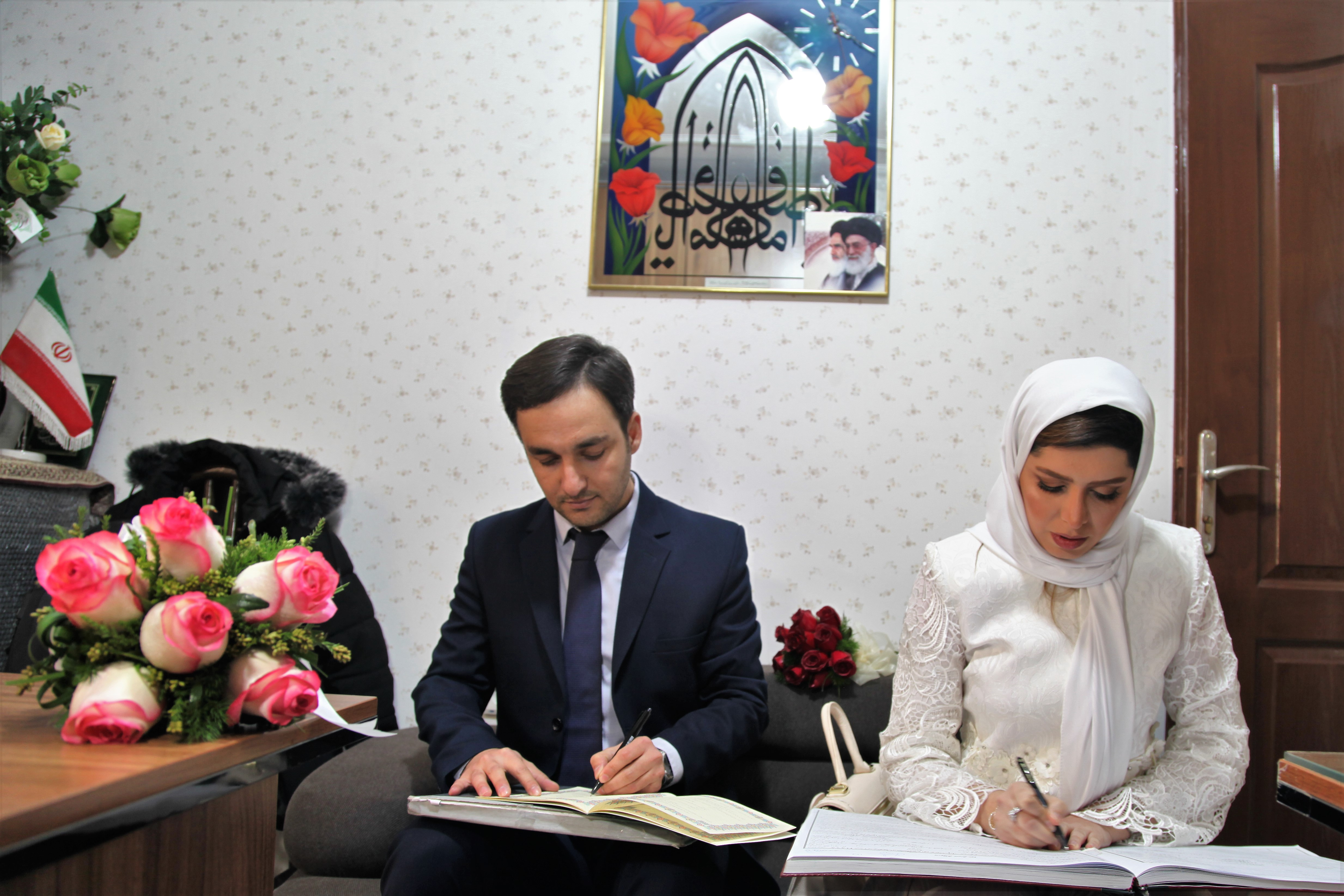
عروس و داماد در دفتر ازدواج

دفاتر ازدواج و طلاق از نهادهای تخصصی مدنی هستند که بخشی از وظایف اجرایی سازمان ثبت اسناد و املاک کشور را انجام می‌دهند. این دفاتر از نظر مالی مستقل هستند و به‌طور خصوصی اداره می‌شوند؛ ولی سازمان ثبت اسناد و املاک کشور سردفتران (مدیران دفاتر) را گزینش می‌کند، قوانین این دفاتر را تنظیم و ابلاغ می‌کند و بر عملکرد این دفاتر نظارت می‌کند.

## گزینش
سازمان ثبت اسناد و املاک کشور با توجه به اعلام نیاز واحدهای ثبتی در سراسر کشور از روش آزمون کتبی و اختبار سردفتر ازدواج برای نقاط مورد نظر برمی‌گزیند.

## بازرسی
مدیران هر حوزه ثبتی وظیفه دارند که دفاتر ازدواج و طلاق مقر اداره خود را حداقل یک‌بار در ماه و دفاتر خارج از مقر اداره را حداقل یک‌بار در شش ماه بازرسی کنند.

## مراحل ثبت ازدواج
قبل از ثبت ازدواج، زوجین باید آزمایش‌هایی نظیر اعتیاد و تالاسمی را انجام دهند. برای انجام آزمایش باید به دفتر ازدواج مراجعه کنند تا برای مراجعه به آزمایش‌گاه، معرفی‌نامه دریافت کنند. پس از دریافت معرفی‌نامه، زوجین می‌توانند به هریک از آزمایش‌گاه‌های اعلام شده